# Bruce Irvin (football américain)
Pour les articles homonymes, voir Irvin.
(en) Statistiques sur pro-football-reference
Bruce Pernell Irvin, Jr., né le 1er novembre 1987 à Atlanta, est un joueur américain de football américain. Il joue linebacker en National Football League (NFL).

## Biographie
Après avoir évolué à l'université aux Mountaineers de la Virginie-Occidentale, il est sélectionné à la 15e place de la draft 2012 de la NFL par les Seahawks de Seattle.
Après un passage aux Seahawks de Seattle de 2012 à 2015, il joue entre 2016 et 2018 avec les Raiders d'Oakland, puis avec les Falcons d'Atlanta en 2018 et enfin depuis 2019 avec les Panthers de la Caroline.
Il a remporté le Super Bowl XLVIII avec les Seahawks de Seattle.

## Statistiques
| Statistiques de carrière | Statistiques de carrière | Statistiques de carrière | Tacles | Tacles | Tacles | Sacks | Sacks | Interceptions | Interceptions | Interceptions | Autres | Autres | Autres |
| Saison                   | Équipe                   | Matchs                   | Solo   | Ast    | total  | Sack  | Yds   | Int           | Yds           | IntTD         | FF     | PD     | Safety |
| ------------------------ | ------------------------ | ------------------------ | ------ | ------ | ------ | ----- | ----- | ------------- | ------------- | ------------- | ------ | ------ | ------ |
| 2012                     | SEA                      | 16                       | 10     | 7      | 17     | 8.0   | 60    | 0             | 0             | 0             | 1      | 0      | 0      |
| 2013                     | SEA                      | 12                       | 31     | 9      | 40     | 2.0   | 16    | 1             | 8             | 0             | 1      | 2      | 0      |
| 2014                     | SEA                      | 15                       | 24     | 12     | 36     | 6.0   | 45    | 2             | 84            | 2             | 1      | 3      | 0      |
| 2015                     | SEA                      | 15                       | 22     | 16     | 38     | 5.5   | 42    | 0             | 0             | 0             | 1      | 2      | 0      |
| 2016                     | OAK                      |                          |        |        |        |       |       |               |               |               |        |        |        |
| Total                    | Total                    | 58                       | 87     | 44     | 131    | 21.5  | 92    | 2             | 4             | 7             | 0      | 0      | 0      |